# Волчеягодник книдийский
Волчеягодник книдийский (лат. Daphne gnidium) — вид кустарников рода Волчеягодник (Daphne) семейства Волчниковые (Thymelaeaceae).
Вечнозелёный кустарник с обратно-копьеобразными, тёмно-зелёными, плотными вверху[прояснить], ланцетными листьями, размером (10) 20-30 (50) х (2,5) 3-7 мм. Достигает в высоту от 40 до 150 см. Цветёт с августа по октябрь. Цветы белые ароматные, 5-6,5 мм в длину. Плоды круглые, красные, около 8 мм в диаметре, зреют в течение осени. Семена 4-5 х 2-3 мм, яйцевидные.
Все части растения ядовиты. Контакт с кожей человека может вызвать дерматит.
Вид распространён в Африке (Алжир, Марокко, Тунис), Азии (Турция), Европе (Албания, Бывшая Югославия, Греция, Италия [вкл. Сардиния, Сицилия], Франция [вкл. Корсика], Португалия, Гибралтар, Испания [вкл. Канарские острова]). Произрастает в засушливых и песчаных районах Средиземноморья на высоте до 1000 метров над уровнем моря.